# جربية ورد الحمام
جَرَبِية ورد الحمام وهي نوع واسع الانتشار من النباتات المزهرة في جنس الجربية، مهده أوربا وإفريقيا وغرب آسيا، من السويد إلى أنغولا. في الحديقة هو معمر نفضي قصير العمر. في البرية في أوربة تفضل أن تنمو في الأراضي العشبية الجيرية.